# كليسان
كليسان (بالفارسية: کلیسان) هي قرية تقع في قسم غركن الشمالي الريفي (مقاطعة فلاورجان) في إيران. يقدر عدد سكانها بـ 335 نسمة بحسب إحصاء 2016.